# Laxå köping
Denna artikel handlar om den tidigare kommunen Laxå köping. För orten se Laxå, för dagens kommun, se Laxå kommun.
Laxå köping var en tidigare kommun i Örebro län.

## Administrativ historik
År 1946 bildades Laxå köping genom en ombildning av Ramundeboda landskommun. År 1967 överfördes Tivedens landskommun till Örebro län och uppgick i köpingen tillsammans med Skagershults församling ur Svartå landskommun. Köpingen ombildades 1971 till Laxå kommun.
Den 1 januari 1966 överfördes till köpingen från Askersunds stad ett område med 30 invånare och omfattande en areal av 18,50 kvadratkilometer. Dessutom överfördes till köpingen från Snavlunda församling i Lerbäcks landskommun ett område med 3 invånare och omfattande en areal av 1,25 kvadratkilometer.
Den 1 januari 1969 överfördes från Finnerödja församling i köpingen till Hova församling i Hova landskommun, Skaraborgs län ett område med 41 invånare och med en areal av 7,44 kvadratkilometer, varav 4,72 land. Samtidigt överfördes i motsatt riktning ett område med 18 invånare och med en areal av 22,30 kvadratkilometer, varav 11,60 land.
Köpingen hörde före 1967 helt till Ramundeboda församling, och ingick i de tingslag som omfattade Grimstens härad.

## Kommunvapen
Blasonering: I rött fält ett andreaskors, åtföljt i övre vinkeln av ett järnmärke och i nedre vinkeln av en handske, allt av silver.
Vapnet fastställdes år 1956.

## Geografi
Laxå köping omfattade den 1 januari 1952 en areal av 139,53 km², varav 125,97 km² land. Efter nymätningar och arealberäkningar färdiga den 1 januari 1960 omfattade köpingen den 1 november 1960 en areal av 141,35 km², varav 127,09 km² land.

### Tätorter i kommunen 1960
| Tätort | Folkmängd |
| ------ | --------- |
| Laxå   | 3 913     |
| Röfors | 745a      |

Tätortsgraden i kommunen var den 1 november 1960 92,9 procent.

## Politik

### Mandatfördelning i valen 1946-1966
| 5 | 15 | 5 |

| 23 |

| 3 | 17 | 5 |

| 21 | 4 |

| 3 | 17 | 4 |  |

| 23 |

| 3 | 22 |  | 8 |  |

| 29 | 6 |

| 3 | 24 |  | 6 |  |

| 30 | 5 |

| 4 | 19 | 5 | 7 | 2 | 3 |

| 36 |